# António Baptista Justo

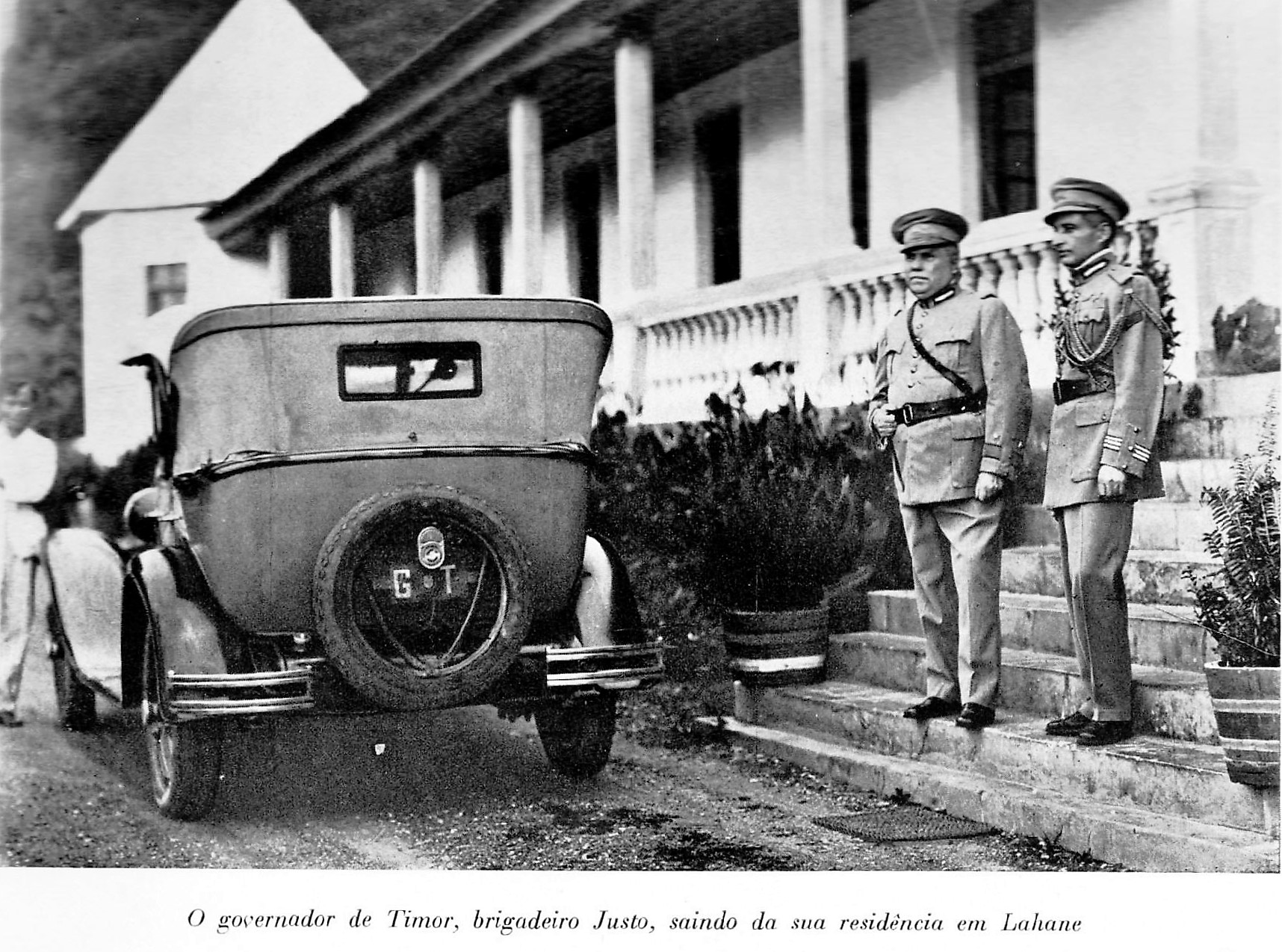
Brigadegeneral Justo am Amtssitz des Gouverneurs in Lahane

António Baptista Justo war ein portugiesischer Offizier.
Von 1926 bis 1929 war Justo, als Oberst der Infanterie, Chef des Generalkommandos des Zolls.
Zwischen 1930 und 1933 war er Gouverneur von Portugiesisch-Timor und folgte damit Cesário Augusto de Almeida Viana. Sein Nachfolger auf dem Gouverneursposten war Miguel Xavier dos Mártires Dias als encarregado do governo („von der Regierung beauftragt“). Anders als zuvor, kamen unter Justo nach Timor Deportierte erst einmal für mehrere Wochen in eines von zwei Gefangenenlager auf Atauro und in der Exklave Oe-Cusse Ambeno, bevor sie in der Kolonie ein neues Leben beginnen konnten. Während auf Atauro allein die Insellage eine Flucht verhinderte, war das Lager in Oe-Cusse Ambeno mit einem Wassergraben und Stacheldraht umgeben. Auf einem Hochstand saß eine Wache mit einem Maschinengewehr. Die Wachmannschaft bestand aus einem Kommandanten und einheimischen Kräften. Das Lager selbst bestand aus zwei mit Palmwedeln bedeckten Hütten. Die Nahrung bestand nur aus gekochtem Gemüse mit Mais und war, wie die Kleidung und medizinisch Versorgung unzureichend. Viele Insassen starben an Malaria. Erst als der Deportierte und ehemalige Oberst António Augusto Dias Antunes Dokumente über die katastrophalen Zustände in den Lagern an die Liga der Kämpfer im Großen Krieg (portugiesisch Liga dos Combatentes da Grande Guerra) schickte und diese sich im Kolonialministerium beschwerte, wies die Zentralregierung in Lissabon im Februar 1932 die Schließung der Lager an.
1934 hatte Justo in der Garnison von Lissabon den Rang eines Brigadegenerals inne.